# La Plata (município)
La Plata (partido) é um partido (município) da província de Buenos Aires, na Argentina. Possuía, de acordo com estimativa de 2019, 708.733 habitantes.